# Ficus grossularioides
Ficus grossularioides är en mullbärsväxtart som beskrevs av Nicolaas Laurens Nicolaus Laurent Burman. Ficus grossularioides ingår i släktet fikonsläktet, och familjen mullbärsväxter.

## Underarter
Arten delas in i följande underarter:
- F. g. kingii
- F. g. stenoloba